# Ordem Camilo Cienfuegos
A Ordem Camilo Cienfuegos (em castelhano:  Orden Camilo Cienfuegos) é uma condecoração cubana estabelecida em 10 de dezembro de 1979 e assim nomeada em homenagem ao herói da Revolução Cubana, Camilo Cienfuegos Gorriarán.

## Agraciamento
A ordem é divida em dois graus, para ser outorgada a membros das Forças Armadas Revolucionárias em serviço ativo, na reserva ou reformado, a cidadãos civis ou a militares de países amigos, por méritos extraordinários na defesa da pátria socialista, por mérito extraordinário no planejamento ou execução de ações de combate, em defesa das conquistas e da soberania de Cuba.

## Descrição
A medalha da ordem é feita de prata como um retângulo convexo de cor dourada, no qual uma cruz com pontas alargadas é marcada com cortes profundos. No centro da comenda é colocada uma placa redonda, no centro da qual está uma efígie em relevo de Camilo Cienfuegos. Na parte superior da circunferência da placa há uma faixa de esmalte verde com a inscrição: “CAMILO CIENFUEGOS”, e na parte inferior ramos de louro e carvalho, entre os quais há uma estrela de cinco pontas. A ordem é acompanhada por uma barreta coberta por uma fita moiré de seda vermelha com listras amarelas e azuis na borda direita.